# Sarah Paulson
Sarah Catharine Paulson (Tampa, Florida, 17 de diciembre de 1974) es una productora, guionista, directora y actriz estadounidense. Ha recibido varios galardones, incluido un Primetime Emmy Award, un premio Globo de Oro y un Premio Tony. En 2017, la revista Time la nombró una de las 100 personas más influyentes del mundo.
Paulson comenzó su carrera como actriz en producciones teatrales de la ciudad de Nueva York antes de protagonizar las series de televisión de corta duración American Gothic (1995-1996) y Jack & Jill (1999-2001). Más tarde apareció en películas de comedia como What Women Want (2000) y Abajo el amor (2003), y películas dramáticas como Camino a la guerra (2002) y The Notorious Bettie Page (2005). De 2006 a 2007, interpretó a Harriet Hayes en la serie de comedia y drama de NBC; Studio 60 on the Sunset Strip, por la que recibió su primera nominación al Globo de Oro. En 2008, interpretó a Ellen Dolan en la película de superhéroes negra The Spirit.
Paulson ha aparecido en Broadway en las obras de teatro El zoo de cristal en 2005, Collected Stories en 2010 y en Appropiate en 2023, ganando por esta última el Premio Tony a la mejor actriz principal en una obra de teatro. También protagonizó varias películas independientes y tuvo un papel principal en la serie de comedia; Cupid de ABC en 2009. Más tarde protagonizó el drama independiente Martha Marcy May Marlene (2011), y recibió nominaciones al Primetime Emmy y al Globo de Oro por su interpretación de Nicolle Wallace en la película de HBO; Game Change (2012). Apareció como Mary Epps en la película de drama histórico de 2013, 12 Years a Slave; como Abby Gerhard en la película de drama romántico de 2015, Carol; y como Toni Bradlee en la película de drama político de 2017, The Post; todas las cuales fueron nominadas a varios premios Óscar. Sus otras películas incluyen Serenity (2005), New Year's Eve (2011), Mud (2012), Blue Jay (2016), Ocean's 8 (2018), Bird Box (2018), Glass (2019) y Run (2020).
En 2011, Paulson comenzó a protagonizar la serie de antología de FX, American Horror Story, interpretando diferentes personajes en muchas de las 10 temporadas del programa. Por sus actuaciones en la serie, recibió cinco nominaciones a los premios Primetime Emmy y ganó dos premios de la Crítica Televisiva. En 2016, interpretó a la fiscal de la vida real Marcia Clark en la primera temporada de la serie de antología, American Crime Story, subtitulada The People v. O. J. Simpson, por la que obtuvo elogios de la crítica y numerosos premios, incluidos el Primetime Emmy Award y el Golden Globe Award. En 2020, Paulson apareció en la serie limitada de FX, Mrs. America y comenzó a interpretar a la enfermera Mildred Ratched en la serie de suspenso psicológico de Netflix; Ratched.

## Biografía
Sarah Catharine Paulson nació en Tampa, Florida, el 17 de diciembre de 1974, hija de Catharine Gordon (de soltera Dolcater) y Douglas Lyle Paulson II. Pasó sus primeros años de vida en South Tampa hasta el divorcio de sus padres cuando tenía cinco años. Tras la separación de sus padres, se trasladó con su madre y su hermana a Maine, y después a Nueva York. Su madre trabajaba como camarera, y Paulson vivió en Queens y Gramercy Park antes de establecerse en Park Slope. Recordó sobre este periodo: «Mi madre tenía 27 años [cuando nos mudamos]. No conocía a nadie en Nueva York. Consiguió trabajo en Sardi's Restaurant».
Durante su infancia, Paulson pasó los veranos en Florida con su padre, que era ejecutivo de una empresa de fabricación de puertas de Tampa.Estudió en la escuela primaria pública 29 en Brooklyn antes de asistir a la Escuela Superior Fiorello H. LaGuardia de Manhattan, Berkeley Carroll School. y la Academia Americana de Arte Dramático.

## Trayectoria
Paulson comenzó a trabajar como actriz inmediatamente después de la escuela secundaria. Hizo su debut en Broadway en 1994 como suplente de reemplazo para el papel de Tessin, interpretada por Amy Ryan en la obra de Wendy Wasserstein The Sisters Rosensweig en el Ethel Barrymore Theatre.  Apareció en la obra de Horton Foote Talking Pictures en el Signature Theatre, y en un episodio de Law & Order en 1994. Al año siguiente, Paulson apareció en la película de televisión de Hallmark Friends at Last (1995) junto a Kathleen Turner, interpretando la versión adulta de la hija del personaje de Turner. Fue una presencia habitual de American Gothic y la serie Jack & Jill (1999), interpretando a Elisa Cronkite. Además, tuvo un papel menor en Deadwood, y fue un personaje central en Nip/Tuck como Agatha Ripp.

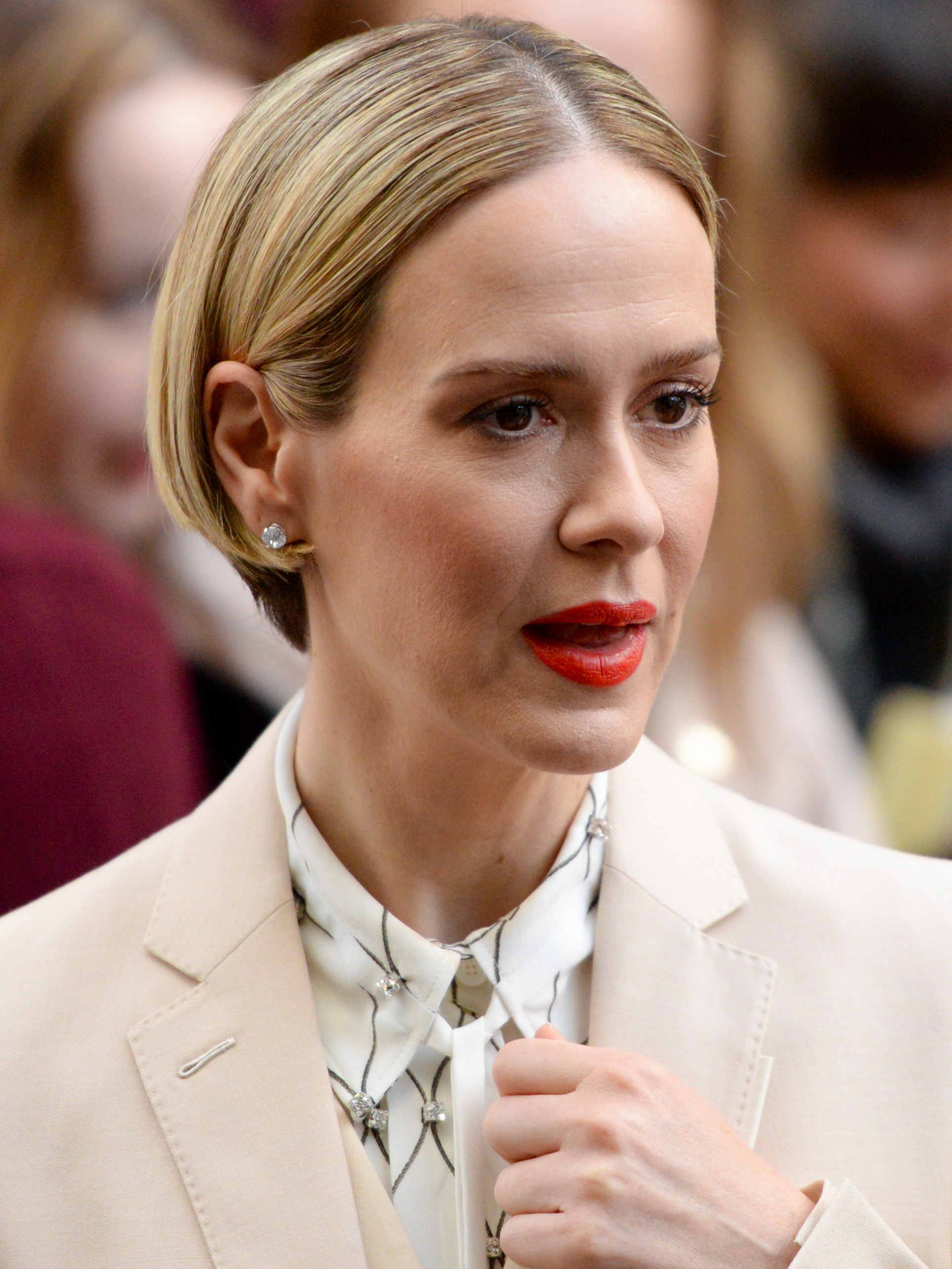
Paulson en el Festival Internacional de Cine de Toronto en 2019.

Paulson apareció brevemente en Leap of Faith (2002) como el personaje principal, pero la serie duró poco. En 2004, tuvo un papel en The D.A., pero dicha serie también terminó después de algunos episodios. Paulson protagonizó en El zoo de cristal en Broadway, y ha aparecido en Killer Joe, Talking Pictures y Colder Than Here. Los créditos en el cine incluyen, Abajo el amor, What Women Want, The Other Sister, Levitation y Serenity.
En 2006-2007, apareció en Studio 60 on the Sunset Strip interpretando a Harriet Hayes. Hasta la fecha, este es su papel más notable, obteniendo su nominación al Globo de Oro por Mejor Actriz de Reparto en una Serie de televisión. Apareció en The Spirit en 2008.
El 25 de agosto de 2008, ABC ordenó su piloto Cupid en serie. Paulson interpretó a Ellis Grey en 1982, la madre del personaje principal de Meredith Grey, en el drama Grey's Anatomy en febrero de 2010. Hizo el papel de la asesora Nicolle Wallace en el telefilm Game Change estrenado en 2012. También apareció en New Year's Eve 2011.
Desde 2011 participa regularmente en la antológica serie de terror de FX, American Horror Story creada y producida por Ryan Murphy y Brad Falchuk, durante ocho temporadas: American Horror Story: Murder House como la médium Billie Dean Howard , American Horror Story: Asylum como la periodista Lana Winters, American Horror Story: Coven como la bruja Cordelia Foxx, American Horror Story: Freak Show como las gemelas siamesas Bette y Dot Tattler, American Horror Story: Hotel como la drogadicta Sally McKenna y repitiendo su papel de la medium Billie Dean Howard en el episodio "Be Our Guest", American Horror Story: Roanoke como Shelby Miller, la actriz británica Audrey Tindall y repitiendo su papel de la periodista Lana Winters en el episodio "Chapter 10", American Horror Story: Cult como Ally Mayfair-Richards y American Horror Story: Apocalypse como la temible Wilhemina Venable y en esta ocasión repitiendo sus papeles de la bruja Cordelia Goode cuya aparición tuvo lugar en la mayor parte de la temporada y la médium Billie Dean Howard en el episodio "Return to Murder House". Dichos personajes, alabados tanto por crítica y público, le han hecho ganar varias nominaciones, entre otros premios, a los Emmy. Ella junto a Lily Rabe y Evan Peters, son los actores que han participado en más temporadas de American Horror Story. Nueve temporadas de diez desde sus inicios en 2011 hasta la actualidad. En 2016, Paulson protagonizó la serie American Crime Story, spin-off de la serie original, interpretando a la fiscal Marcia Clark.
En 2013 aparece con un papel secundario en la película 12 Years a Slave, protagonizada por Michael Fassbender y Chiwetel Ejiofor y en 2015 aparece en Carol junto a Cate Blanchett y Rooney Mara.
En junio de 2016, la Campaña por los Derechos Humanos lanzó un vídeo en homenaje a las víctimas del tiroteo en los clubes nocturnos de Orlando en 2016; en el video, Paulson y otros contaron las historias de las personas asesinadas allí.
En octubre de 2016, Ryan Murphy anunció que Paulson dirigiría un episodio de uno de sus programas de televisión, como parte de su proyecto Half. La iniciativa de Murphy involucra al menos la mitad de uno de sus cuatro proyectos dirigidos por mujeres, involucradas con la temática LGBT.
En 2017 se unió a una nueva creación y producción de Ryan Murphy "Feud: Bette and Joan" como una estrella invitada interpretando a Geraldine Page cuyas escenas fueron compartidas con Jessica Lange con quien había actuado en la serie antológica American Horror Story mencionada anteriormente.
En junio de 2018 fue protagonista de la película Ocean's 8 interpretando a Tammy como una de las estafadoras junto con las actrices Sandra Bullock, Cate Blanchett, Anne Hathaway, Mindy Kaling, Awkwafina, Helena Bonham Carter y la cantante barbadense Rihanna.
También en diciembre del mismo año participó de la película dirigida por Netflix Bird Box como Jessica Hayes, hermana de Malorie (Sandra Bullock).
En febrero de 2020, Paulson fue confirmada en el elenco principal de la temporada 10 de American Horror Story que volvería en 2021 y por lo que prometió Ryan serían 16 capítulos sobre mitos, leyendas y tradiciones de miedo, estos capítulos contaran con la presencia de las estrellas ya conocidas de AHS. La serie contaría con un spin-off y se llamara American Horror Stories, en plural donde llevara el formato antológico un paso más allá. En septiembre de este mismo año estreno la serie Ratched de Netflix producida por Ryan Murphy. El 20 de noviembre estreno la película de suspenso y terror Run junto con Kiera Allen la cual sería estrenada el 24 de enero de 2020 pero fue atrasada al 8 de mayo, posteriormente fue pospuesta de nuevo. Finalmente, la plataforma digital Hulu fue quien estreno la película dirigida por Aneesh Chaganty.
También se encuentra filmando la tercera temporada de American Crime Story: Impeachment que abordara el escándalo de Monica Lewinsky interpretando a Linda Tripp, una funcionaria de la Casa Blanca y confidente de Lady Bird Johnson que jugó un papel fundamental en el escándalo al haber grabado las conversaciones privadas que mantuvo con Lewinsky sin su consentimiento. Tenía previsto su estreno para septiembre de 2020 pero debido a la pandemia su rodaje debió pararse y se vio retrasado a esperar un par de meses más.

## Vida privada
Paulson salió con Cherry Jones de 2004 a 2009. En una entrevista con Broadway.com en 2013, refiriéndose a su sexualidad, dijo «la situación es fluida para mí». Antes de su relación con Jones, solo había salido con hombres, entre ellos el dramaturgo Tracy Letts, con quien estaba comprometida.[cita requerida]
En 2015 hizo pública su relación con la actriz estadounidense Holland Taylor, a quien había conocido en un evento benéfico en una casa. Unos años después, coincidieron en la red social Twitter por mensajes privados y desde entonces siguen juntas. 
Paulson pertenece al partido demócrata.

## Filmografía
Paulson apareció en películas como What Women Want (2000), Abajo el amor (2003), Serenity (2005), The Notorious Bettie Page (2005), The Spirit (2008), Martha Marcy May Marlene (2011), New Year's Eve (2011), Mud (2012), Game Change (2012), 12 Years a Slave (2013), Carol (2015), Blue Jay (2016), The Post (2017), Ocean's 8 (2018), Bird Box (2018), Glass (2019), Abominable (2019), The Goldfinch (2019) y Run (2020).
En televisión, Paulson participó en American Gothic (1995-1996), Jack & Jill (1999-2001), Deadwood (2006), Studio 60 on the Sunset Strip (2006-2007), Desperate Housewives  (2007-2011), Cupid (2009), American Horror Story (2011-presente), American Crime Story (2016-presente), Mrs. America (2020) y Ratched (2020-presente).
Paulson también ha actuado en Broadway en las obras El zoo de cristal (2005), Collected Stories (2010) y Appropiate (2023) y en las obras fuera de Broadway como Crimes of the Heart (2008) y Talley's Folly (2013).

## Premios y nominaciones
Paulson ha acumulado nominaciones a siete premios Primetime Emmy, cinco Globos de Oro y dos premios del Sindicato de Actores, recibiendo uno de cada uno por su papel en la serie limitada The People v. O. J. Simpson: American Crime Story. También fue nominada por su trabajo en otros programas de televisión, como la serie de comedia dramática Studio 60 on the Sunset Strip, la película de drama político Game Change y la serie antológica de terror American Horror Story. Por su actuación en la película dramática ganadora del Óscar 12 Years a Slave, fue nominada al Premio del Sindicato de Actores al mejor reparto.
En 2024, ganó el Premio Tony a la mejor actriz principal en una obra de teatro, por su papel en la obra de teatro Appropiate.